# Paramount Pictures
Paramount Pictures ili punim imenom Paramount Pictures Corporation američka je tvrtka za proizvodnju i distribuciju filmova. Kao jedan od pet velikih hollywoodskih studija, kroz povijest zauzima značajno, katkad i vodeće mjesto u američkoj kinematografiji.
Najstariji je djelatni filmski studio, od 1993. u vlasništvu konglomerata ViacomCBS. Danas je jedini preostali filmski studio smješten u Hollywoodu.

## Povijest
Studio je osnovan 8. svibnja 1912. godine pod imenom Famous Players Film Company. Početkom 1914. godine kompanija se udružuje s Lasky Feature Show Company i postaje poznata pod novim imenom – Paramount Pictures Corporation.
Godine 1966. kontrolu nad Paramountom preuzela je Gulf+Western Industries, Inc. Ta kompanija odijelila se od glavnog dijela Paramounta 1989. i oformila ogranak pod nazivom Paramount Communications, Inc.
Viacom je preuzeo Paramount 1994. godine, a 2006. godine tvrtka se razdvojila na CBS Corporation i Viacom. Paramount je ostao u sastavu novog Viacoma.

## Filmografija
- Zvjezdane staze: Igrani film (1979.)
- Petak 13.
- Otimači izgubljenog kovčega (1981.)
- Zvjezdane staze: Khanov bijes (1982.)
- Indiana Jones i ukleti hram (u suradnji s LucasFilm Ltd.) (1984.)
- Zvjezdane staze: Potraga za Spockom (1984.)
- Zvjezdane staze: Putovanje kući (1986.)
- Indiana Jones i posljednji križarski pohod (u suradnji s LucasFilm Ltd.) (1989.)
- Sliver (1993.)
- Jurski park (1993.)
- Forrest Gump (1994.)
- Zvjezdane staze: Generacije (1994.)
- Hrabro srce (u koprodukciji s 20th Century Foxom) (1995.)
- Nemoguća misija (1996.)
- Zvjezdane staze: Prvi kontakt (1996.)
- Titanic (u koprodukciji s 20th Century Foxom) (1997.)
- Spašavanje vojnika Ryana (1998.)
- Zvjezdane staze: Pobuna (1998.)
- Odbjegla nevjesta (1999.)
- Nemoguća misija 2 (2000.)
- Zvjezdane staze: Nemesis (2002.)
- Collateral (2004.)
- Nemoguća misija 3 (2006.)
- Transformeri (2007.)
- Beowulf (2007.)
- Cloverfield (2008.)
- Iron Man (2008.)
- Indiana Jones i kraljevstvo kristalne lubanje (2008.)
- Kung Fu Panda (2008.)
- Zvjezdane staze (2009.)
- Iron Man 2 (2010.)
- Transformeri: Tamna strana Mjeseca (2011.)
- Kauboji i izvanzemaljci (2011.)
- Nemoguća misija: Protokol duh (2011.)

## Paramountove podružnice
- MTV Films
- Nickelodeon Movies
- Paramount Vantage
- Paramount Classics